# 张光生
张光生（1964年10月—），安徽天长人，中国生态学学会理事，江南大学教授。

## 生平
1982年进入安徽师范大学地理专业学习。1993年赴俄罗斯留学，2000年于俄罗斯科学院获博士学位。曾任江南大学环境科学与工程系副主任，江南大学校长办公室主任，江南大学校长助理等职。

## 学术贡献
主要从事湖泊河流水环境治理与生态修复、旅游生态学等研究工作。主持863子项目等多项课题，发表论文80余篇。主编教材十余部，出版著作5部。研究成果获中国粮油学会科学技术奖二等奖、中国石油和化学工业联合会科技进步奖三等奖等。

## 社会兼职
教育部环境科学与工程类教学指导委员会委员，教育部工程教育专业认证专家委员会专家，水利部国家水利风景区评审专家；中国生态学学会理事、旅游生态专业委员会主任。